# دی ولت
دی ولت (به آلمانی: Die Welt) (معنای آلمانی: «جهان») یک روزنامهٔ آلمانی است که توسط شرکت اکسل اشپرینگر منتشر می‌شود. این روزنامه توسط برندگان جنگ جهانی دوم در منطقه‌ی تحت کنترل نیروهای انگلیسی و بخشی از انتشارات ارتش انگلیس در تاریخ ۲ آوریل ۱۹۴۶ تاسیس شد و در سال ۱۹۵۲ به تشکیلات رسانه‌ای خصوصی اکسل اشپرینگر منتقل شد.
این روزنامه در ۱۰۷۷۷۷ نسخه منتشر می‌شود. فروش این روزنامه در ده سال گذشته ۸٫۴ درصد کاهش داشته است. مرکز تشکیلات این روزنامه در حال حاضر در برلین است.

## وبسایت
وب‌سایت اینترنتی این روزنامه به نام ولت آنلاین در سال ۱۹۹۵ تاسیس شد. این روزنامه اولین رسانه‌ای در آلمان بود که در سال ۲۰۱۲ برای اشتراک اینترنتی خواندن مطالب از خوانندگان درخواست پول کرد. خوانندگان می‌توانند در هر ماه بیست مقاله مجانی را مطالعه کنند و سپس باید حق اشتراک بپردازند. وبسایت دی ولت جزئی از ۵۰ وبسایت پربازدید آلمان است و در سال ۲۰۱۷ جزئی از ده منبعی بود که بیشترین ارجاعات را در ویکی‌پیدیا به خود اختصاص داده بودند.

## جایزه ادبی جهان
از سال ۱۹۹۹ دی ولت جایزه‌ی سالیانه‌ی ادبی جهانی برگزار می‌کند که از سال ۲۰۱۸ ارزش این جایزه ۱۲ هزار یورو بوده است. از برندگان این جایزه می‌توان از هاروکی موراکامی و یاسمینا رضا نام برد. برنده‌ی این جایزه در سال ۲۰۱۹ سلمان رشدی بوده است.